# Eleições estaduais em Rondônia em 2002
As eleições estaduais em Rondônia ocorreram em 6 de outubro como parte das eleições gerais no Distrito Federal e em 26 estados brasileiros. Foram eleitos o governador Ivo Cassol, a vice-governadora Odaisa Fernandes e os senadores Valdir Raupp e Fátima Cleide, além de oito deputados federais e vinte e quatro estaduais. Como nenhum candidato a governador obteve metade mais um dos votos válidos, houve um segundo turno em 27 de outubro e conforme a Constituição a posse do governador e de sua vice-governadora se daria em 1º de janeiro de 2003 para quatro anos de mandato já sob a égide da reeleição.
Na disputa presidencial, Luiz Inácio Lula da Silva (PT) superou Anthony Garotinho (PSB), obtendo 283.279 votos, contra 154.074 de seu rival. No segundo turno, nova vitória de Lula, desta vez sobre José Serra, do PSDB (334.264 sufrágios, contra 267.320 atribuídos ao tucano).

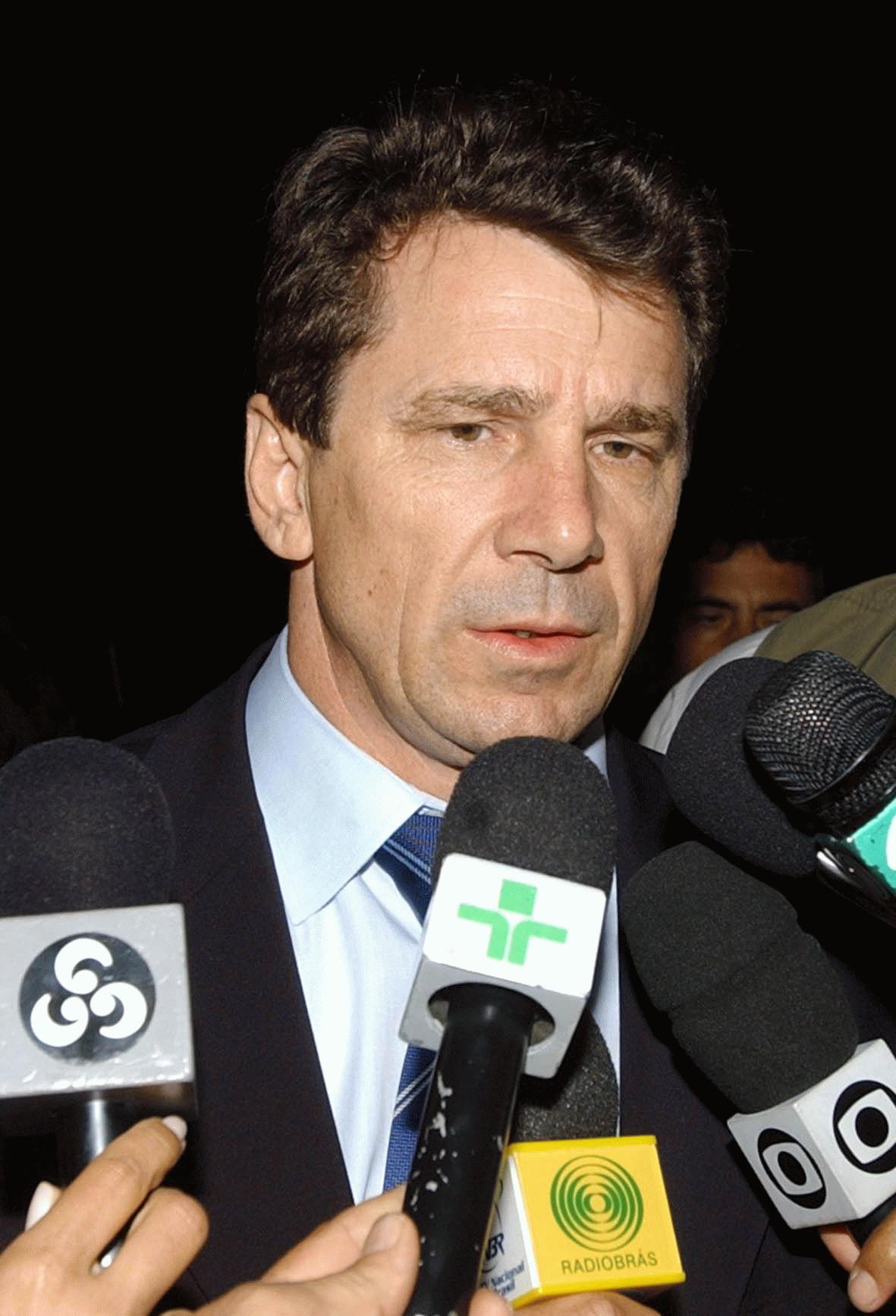
O governador eleito, Ivo Cassol, durante uma entrevista

Anteriormente, na eleição de 1998, o então prefeito de Rolim de Moura, Ivo Cassol, havia anunciado apoio a candidatura de José Bianco contra o então governador, Valdir Raupp. Fato esse que não se repetiu, já que na disputa pelo governo estadual, Ivo Cassol (PSDB) e o candidato à reeleição José Bianco (PFL) polarizaram a disputa. 

## Resultado da eleição para governador

### Primeiro turno
| Candidatos a governador do estado | Candidatos a vice-governador | Número | Coligação                                         | Votação | Percentual |
| --------------------------------- | ---------------------------- | ------ | ------------------------------------------------- | ------- | ---------- |
| Ivo Cassol PSDB                   | Odaisa Fernandes PSDB        | 45     | Avança Rondônia (PSDB, PSDC, PV, PRP, PHS)        | 184.085 | 29,62%     |
| José Bianco PFL                   | Oscar Andrade PL             | 25     | Compromisso com Rondônia (PFL, PL)                | 125.739 | 20,23%     |
| Acir Gurgacz PDT                  | João Carlos PAN              | 12     | Frente Trabalhista (PDT, PAN)                     | 105.000 | 16,89%     |
| Mauro Nazif PSB                   | Montano di Benedetto PSB     | 40     | PSB (sem coligação)                               | 96.758  | 15,57%     |
| Ernandes Amorim PRTB              | Vera Lúcia Paixão PRTB       | 28     | Frente Popular Independente (PRTB, PTN, PGT, PTC) | 65.235  | 10,50%     |
| Natanael Silva PPB                | Mileni Mota PTB              | 11     | Rondônia para todos (PPB, PTB, PPS, PST)          | 43.787  | 7,05%      |
| Edgar Azevedo PRONA               | Márcio Augusto PRONA         | 56     | PRONA (sem coligação)                             | 895     | 0,14%      |

### Segundo turno
| Candidatos a governador do estado | Candidatos a vice-governador | Número | Coligação                                  | Votação | Percentual |
| --------------------------------- | ---------------------------- | ------ | ------------------------------------------ | ------- | ---------- |
| Ivo Cassol PSDB                   | Odaisa Fernandes PSDB        | 45     | Avança Rondônia (PSDB, PSDC, PV, PRP, PHS) | 348.081 | 59,07%     |
| José Bianco PFL                   | Oscar Andrade PL             | 25     | Compromisso com Rondônia (PFL, PL)         | 241.206 | 40,93%     |

### Resultado da eleição para senador

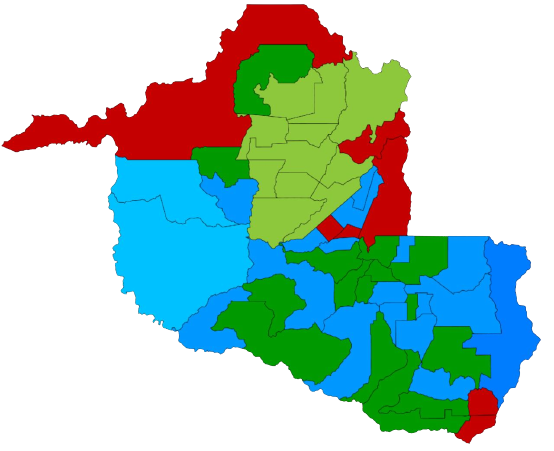
Candidato mais votado por município Fátima Cleide Valdir Raupp Expedito Júnior Moreira Mendes Odacir Soares Francisco Sartori

| Candidatos a senador da República | Candidatos a suplente de senador               | Número | Coligação                                         | Votação | Percentual |
| --------------------------------- | ---------------------------------------------- | ------ | ------------------------------------------------- | ------- | ---------- |
| Fátima Cleide PT                  | Jairo Carvalho PT José Raimundo PT             | 133    | Outra Rondônia é Possível (PT, PMN, PCdoB)        | 233.365 | 19,93%     |
| Valdir Raupp PMDB                 | Tomaz Correia PMDB Manoel Chagas PMDB          | 151    | Todos por Rondônia (PMDB, PSL, PSD)               | 210.413 | 17,97%     |
| Expedito Júnior PSDB              | Ayres Gomes PSDB Edinaldo Lustoza PSDB         | 451    | Avança Rondônia (PSDB, PSDC, PV, PRP, PHS)        | 185.143 | 15,81%     |
| Moreira Mendes PFL                | Ademar Suckel PFL Laércio Oliveira PFL         | 252    | Compromisso com Rondônia (PFL, PL)                | 172.504 | 14,73%     |
| Eurípedes Miranda PDT             | Assis Gurgacz PDT Airton Gurgacz PDT           | 121    | Frente Trabalhista (PDT, PAN)                     | 113.331 | 9,67%      |
| Silvana Davis PSL                 | João Ribeiro PSL Mignelson Caldas PSL          | 177    | Todos por Rondônia (PMDB, PSL, PSD)               | 99.531  | 8,50%      |
| Odacir Soares PTB                 | Odalea Soares PTB - PTB                        | 141    | Rondônia para todos (PPB, PTB, PPS, PST)          | 85.922  | 7,33%      |
| Francisco Sartori PSDB            | Wilson Veigas PSDB Mohamad Ali Hijazi PSDB     | 452    | Avança Rondônia (PSDB, PSDC, PV, PRP, PHS)        | 40.769  | 3,82%      |
| Osvaldo Piana PPB                 | Edmilson de Souza PPB Lygia Veiga PPB          | 111    | Rondônia para todos (PPB, PTB, PPS, PST)          | 9.958   | 0,85%      |
| Antônio Jorge dos Santos PSB      | Valentin Manduca PSB Clotildes Brito PSB       | 404    | PSB (sem coligação)                               | 5.264   | 0,45%      |
| Rubens Coutinho PGT               | Egídio dos Santos PGT Leonel Bitencourt PGT    | 300    | Frente Popular Independente (PRTB, PTN PGT, PTC)  | 3.979   | 0,34%      |
| Pimenta de Rondônia PCdoB         | Pedro Ferreira PCdoB José Freire Júnior PCdoB  | 650    | Outra Rondônia é Possível (PT, PMN, PCdoB)        | 3.368   | 0,28%      |
| Márcio Norberto de Castro PHS     | Giane Cerqueira PHS Aldira Medeiros PHS        | 314    | PHS (sem coligação)                               | 3.040   | 0,26%      |
| Silvio Persivo PRTB               | Francisco Pinheiro PRTB Luiz Malheiros PRTB    | 280    | Frente Popular Independente (PRTB, PTN, PGT, PTC) | 2.116   | 0,18%      |
| Joaquim Clementino Neto PTN       | Gilson Barbosa PTN Antônio Carlos PTN          | 199    | PTN (sem coligação)                               | 1.755   | 0,15%      |
| Fiorelo Azevedo PRONA             | Antônio Queiroz PRONA Maria José Azevedo PRONA | 561    | PRONA (sem coligação)                             | 485     | 0,04%      |

## Deputados federais eleitos
São relacionados os candidatos eleitos com informações complementares da Câmara dos Deputados.

Representação eleita
  PMDB: 2
  PT: 2
  PTB: 1
  PPS: 1
  PSDB: 1
  PFL: 1

| Número  | Deputados federais eleitos | Partido | Votação | Percentual | Cidade onde nasceu  | Unidade federativa |
| 1511    | Confúcio Moura             | PMDB    | 39.559  |            | Dianópolis          | Goiás              |
| 1406    | Nilton Capixaba            | PTB     | 36.129  |            | Cuparaque           | Minas Gerais       |
| 2323    | Agnaldo Muniz              | PPS     | 35.707  |            | Assis Chateaubriand | Paraná             |
| 1515    | Marinha Raupp              | PMDB    | 31.963  |            | Maracaí             | São Paulo          |
| 4510    | Sérgio Carvalho            | PSDB    | 22.741  |            | Paranavaí           | Paraná             |
| 2580    | Miguel de Souza            | PFL     | 18.168  |            | Cubati              | Paraíba            |
| 1313    | Eduardo Valverde           | PT      | 9.382   |            | Rio de Janeiro      | Rio de Janeiro     |
| 1312    | Anselmo de Jesus           | PT      | 13.777  |            | Mandaguari          | Paraná             |
| Fontes: |                            |         |         |            |                     |                    |

## Deputados estaduais eleitos
Estavam em jogo 24 vagas na Assembleia Legislativa de Rondônia.

Representação eleita
  PT: 4
  PMDB: 3
  PSDB: 3
  PDT: 3
  PTB: 2
  PPB: 2
  PFL: 2
  PL: 2
  PPS: 1
  PSB: 1
  PSL: 1

Fonteː
| Número | Deputados estaduais eleitos | Partido | Votação | Percentual | Cidade onde nasceu           | Unidade federativa  |
| 14321  | Antônio Donadon             | PTB     | 13.313  | 2,02%      | Florestópolis                | Paraná              |
| 11100  | Haroldo Santos              | PPB     | 12.223  | 1,86%      | Fortaleza                    | Ceará               |
| 11234  | Maurão de Carvalho          | PPB     | 10.336  | 1,57%      | Tuneiras do Oeste            | Paraná              |
| 25140  | Carlão                      | PFL     | 10.222  | 1,55%      | Guarapuava                   | Paraná              |
| 15123  | Chico Paraíba               | PMDB    | 10.175  | 1,55%      | Itaporanga                   | Paraíba             |
| 25123  | Renato Velloso              | PFL     | 10.143  | 1,54%      | Uberlândia                   | Minas Gerais        |
| 22122  | Paulo Moraes                | PL      | 9.196   | 1,40%      | Loanda                       | Paraná              |
| 14140  | Kaká Mendonça               | PTB     | 8.990   | 1,37%      | Paranavaí                    | Paraná              |
| 45123  | Everton Leoni               | PSDB    | 8,565   | 1,30%      | Porto Alegre                 | Rio Grande do Sul   |
| 22611  | Ronilton Capixaba           | PL      | 7.959   | 1,21%      | Ecoporanga                   | Espírito Santo      |
| 23580  | Emílio Paulista             | PPS     | 7.731   | 1,17%      | Marília                      | São Paulo           |
| 15234  | João da Muleta              | PMDB    | 7.638   | 1,16%      | Graccho Cardoso              | Sergipe             |
| 12345  | Edison Gazoni               | PDT     | 7.540   | 1,15%      | Indiana                      | São Paulo           |
| 12347  | Dr. Deusdete                | PDT     | 7.359   | 1,12%      | Anicuns                      | Goiás               |
| 45678  | Ellen Ruth                  | PSDB    | 7.182   | 1,09%      | Porto Velho                  | Rondônia            |
| 13111  | Nereu                       | PT      | 6.904   | 1,05%      | Viadutos (Rio Grande do Sul) | Rio Grande do Sul   |
| 45789  | Beto do Trento              | PSDB    | 6.085   | 0,92%      | Mallet                       | Paraná              |
| 12340  | Amarildo                    | PDT     | 6.027   | 0,92%      | Tuneiras do Oeste            | Paraná              |
| 13615  | Edézio Martelli             | PT      | 5.320   | 0,81%      | Colatina                     | Espírito Santo      |
| 15690  | Daniel Neri                 | PMDB    | 5.071   | 0,77%      | Santa Isabel do Ivaí         | Paraná              |
| 13513  | Dr. Carlos                  | PT      | 4.618   | 0,70%      | Moreira Sales                | Paraná              |
| 13999  | Neri Firigolo               | PT      | 4.378   | 0,67%      | Frederico Westphalen         | Rio Grande do Sul   |
| 40400  | Chico Doido                 | PSB     | 3.957   | 0,60%      | Caicó                        | Rio Grande do Norte |
| 17127  | Leudo Buriti                | PSL     | 3.829   | 0,58%      | Quixadá                      | Ceará               |